# Selección femenina de fútbol sub-17 de Nueva Zelanda
La selección femenina de fútbol sub-17 de Nueva Zelanda es el equipo representativo de dicho país en las competiciones oficiales. Su organización está a cargo de la Asociación de Fútbol de Nueva Zelanda, miembro de la OFC y la FIFA.

## Estadísticas

### Copa Mundial de Fútbol Femenino Sub-17
| Año                       | Fase           | Posición    | PJ          | PG          | PE          | PP          | GF          | GC          |
| ------------------------- | -------------- | ----------- | ----------- | ----------- | ----------- | ----------- | ----------- | ----------- |
| Nueva Zelanda 2008        | Fase de grupos | 12.º        | 3           | 1           | 0           | 2           | 4           | 4           |
| Trinidad y Tobago 2010    | Fase de grupos | 14.º        | 3           | 0           | 0           | 3           | 2           | 11          |
| Azerbaiyán 2012           | Fase de grupos | 13.º        | 3           | 0           | 0           | 3           | 3           | 8           |
| Costa Rica 2014           | Fase de grupos | 13.º        | 3           | 0           | 1           | 2           | 1           | 7           |
| Jordania 2016             | Fase de grupos | 12.º        | 3           | 1           | 0           | 2           | 5           | 7           |
| Uruguay 2018              | Tercer lugar   | 3°          | 6           | 3           | 1           | 2           | 6           | 7           |
| India 2022                | Fase de grupos | 15°         | 3           | 0           | 0           | 3           | 2           | 10          |
| República Dominicana 2024 | Fase de grupos | 13°         | 3           | 0           | 1           | 2           | 2           | 9           |
| Marruecos 2025            | Clasificada    | Clasificada | Clasificada | Clasificada | Clasificada | Clasificada | Clasificada | Clasificada |

### Campeonato Femenino Sub-17 de la OFC
| Año                | Fase  | Posición | PJ | PG | PE | PP | GF | GC |
| ------------------ | ----- | -------- | -- | -- | -- | -- | -- | -- |
| Nueva Zelanda 2010 | Final | 1.º      | 3  | 3  | 0  | 0  | 37 | 0  |
| Nueva Zelanda 2012 | Final | 1.º      | 3  | 3  | 0  | 0  | 29 | 1  |
| Islas Cook 2016    | Final | 1.º      | 5  | 5  | 0  | 0  | 55 | 0  |
| Samoa 2017         | Final | 1.º      | 3  | 3  | 0  | 0  | 47 | 1  |
| Tahití 2023        | Final | 1.º      | 5  | 5  | 0  | 0  | 51 | 1  |